# Font i fanal de la plaça de l'Àngel
El Font i fanal de la plaça de l'Àngel és una obra de Caldes de Montbui (Vallès Oriental) protegida com a bé cultural d'interès local.

## Descripció
És una font i un fanal que formen part del conjunt de l'espai urbà de la plaça de l'Àngel. El fanal té un clar eix de simetria central, tant en planta com en l'alçat. Hi ha un clar ordre en la composició de l'element. La font i el fanal presenten en alçat tres franges horitzontals clarament diferenciades, tant per la seva configuració com pel seu ús. L'element de fosa es disposa sobre un basament de pedra, que per una banda soluciona l'entrega de l'element amb el terra, fent-lo destacar i separant-lo del context, i per l'altra configura les piques de les dues fonts. La part de fosa presenta dues parts ben diferenciades. Una més ampla que també fa compositivament d'element de subjecció del propi fanal, diferenciant clarament el que és l'ús d'il·luminació i el que és la font o les fonts. A sobre de l'element hi ha tres llums, una central i les altres dues disposades als extrems del braç que forma una creu amb el peu central.

## Història
La font i el fanal són de principis de segle XX (1922 aproximadament), època en què es realitzà la urbanització de l'espai de la Plaça de l'Àngel. Se situa a la Plaça de l'Àngel, nom popular que pren de l'Antic Portal de l'Àngel, una de les antigues entrades de la ciutat emmurallada. La porta estava custodiada per un àngel, d'on li ve el nom. Aquesta quedava al costat de la muralla, a la part externa de l'antiga ciutat. La plaça ha canviat moltes vegades de nom, s'havia anomenat la Plaça del Progrés degut al progrés cultural o científic assolit a Caldes en el segle xviii, més tard fou anomenada d'Alfons XIII, però posteriorment degut a les protestes dels calderins per l'anticatalanitat del rei, es tornà a dir del Progrés. Actualment coneguda com la "plaça del quiosc", per l'existència d'aquest dins de l'àmbit de la plaça. L'entorn arquitectònic és molt heterogeni i força caòtic.